# 蔡賓興
蔡賓興，字尚三，号邃园，福建晋江人，清朝政治人物。同进士出身。

## 生平
康熙三十九年（1715年）乙未科进士，授長寧縣知縣，兼署龙南、走南两县，后升任工部主事、補禮部主事、刑部四川司主事，迁广东司员外郎。后升吏部验封司郎中。